# Jan-Christoph Oetjen
Jan-Christoph Oetjen (Rotenburg, 21 febbraio 1978) è un politico tedesco, membro del Parlamento europeo.

## Carriera
Si iscrive alla FDP nel 1995. Viene eletto per la prima volta nel consiglio comunale del Samtgemeinde Sottrum nel 2001 e nel consiglio distrettuale del Circondario di Rotenburg (Wümme) nel 2006. 
Nel 2003 viene eletto anche al Landtag della Bassa Sassonia dove viene rieletto nel 2008, 2013 e 2017.
Alle elezioni europee del 2019, si candida come quinto nella lista federale dell'FDP e viene eletto al Parlamento europeo, dimettendosi quindi dal Parlamento regionale e aderendo al gruppo di Renew Europe come i suoi colleghi di partito. Il 16 gennaio 2024 viene eletto Vicepresidente del Parlamento europeo per l'ultimo scorcio della IX legislatura in sostituzione della collega di partito Nicola Beer, dimessasi dopo la nomina a vicepresidente della Banca europea per gli investimenti.